# Udo Schneberger
Udo Schneberger (* 28. Januar 1964 in Bad Sobernheim) ist ein deutscher Pianist, Organist und Hochschullehrer.
Nach erstem Klavierunterricht bei Rudolf Desch und Orgelstudien bei Dieter Wellmann studierte Schneberger Klavier bei Günter Ludwig und Kammermusik beim Amadeus-Quartett an der Musikhochschule Köln. Des Weiteren studierte er Kirchenmusik (A-Examen) an der Hochschule für Kirchenmusik in Heidelberg der Evangelischen Landeskirche in Baden. Seine Lehrer waren Andreas Schröder (Orgel), Wolfgang Herbst (Orgel), Bernd Stegmann (Dirigieren) und Renate Zimmermann (Improvisation). Teilnahmen an Meisterkursen und Unterrichtsveranstaltungen von Tatiana Nikolajewa, William Pleeth, Jürgen Uhde, Igor Ozim, Walter Nothaas ergänzten die künstlerische Ausbildung.
Er initiierte 1988 anlässlich des 250. Jubiläums der Sobernheimer Johann-Michael-Stumm-Orgel die Mattheiser Sommer-Akademie.
Schneberger wurde als Professor an die Mukogawa Women’s University in Nishinomiya berufen und lehrt seit 1991 in Japan. Nach Tätigkeit als Professor an der Shirasagi Academy of Music in Himeji sowie als Dozent an der University of Arts in Osaka in Japan folgt ein Master-Studiengang in Theologie am Kobe Lutheran Theological Seminary zur Vorbereitung des Doktorats.